# 徳島県立那賀高等学校
徳島県立那賀高等学校（とくしまけんりつ なかこうとうがっこう、英語: Tokushima Prefectural Naka Senior High School）は、徳島県那賀郡那賀町に所在する公立高等学校である。かつては平谷分校と木頭分校を有していた。

## 設置学科
- 普通科
- 森林クリエイト科

## 沿革
《主要な出典：》
- 1948年（昭和23年）
  - 4月1日 - 徳島県那賀農業高等学校の鷲敷分校及び延野分校（定時制課程）として設立許可。
  - 5月1日	鷲敷分校に農業科及び家庭技芸科の2学科を設置。
- 1949年（昭和24年）4月1日 - 県高校再編成により徳島県新野高等学校と校名を変更。
- 1952年（昭和27年）
  - 9月1日 - 徳島県那賀高等学校として独立し、徳島県日和佐高等学校平谷分校及び同校木頭分校を那賀高等学校の分校とする。
  - 12月1日 - 開校式挙行。
- 1956年（昭和31年）4月1日 - 徳島県立那賀高等学校と改称し、鷲敷校舎を本校として全日制課程に移行。農林・家庭の両学科設置（農林科40名、家庭科40名生徒募集）。
- 1960年（昭和35年）
  - 4月1日 - 延野分校を本校に統合。
  - 7月20日 - 延野分校廃止。
- 1970年（昭和45年）2月6日 - 寄宿舎（女子寮）落成、木造2階建。
- 1972年（昭和47年）8月24日 - 体育館兼講堂新築。
- 1973年（昭和48年）4月1日 - 農林科・家政科の募集を停止し普通科に変更（2学級90名）。
- 1974年（昭和49年）
  - 4月1日 - 普通科募集定員（3学級130名）
  - 10月2日 - 管理棟（鉄筋）第1期工事完成。
- 1975年（昭和50年）4月30日 - 特別教室棟（鉄筋）第2期工事完成。
- 1976年（昭和51年）9月30日 - 第3期工事完成（保健、社会、音楽教室等）。
- 1977年（昭和52年）
  - 3月30日 - 第4期工事完成（普通教室6教室）。
  - 12月15日 - 第5期工事完成（食物、物理、書道、美術、礼法室）。
- 1978年（昭和53年）1月31日 - 寄宿舎完成（男子寮、24名収容）。
- 1979年（昭和54年）3月31日 - 弓道場完成。
- 1980年（昭和55年）1月25日 - 武道場完成。
- 1981年（昭和56年）12月10日 - 体育部室、自転車置場第1期工事完成。
- 1982年（昭和57年）
  - 9月27日 - 創立[注釈 1]30周年記念式典挙行。
  - 12月15日 - 自転車置場・テニスコート第2期工事完成。
- 1984年（昭和59年）3月31日 - 学級園・部室工事完成。
- 1988年（昭和63年）
  - 3月10日 - 研修館完成（572m2）。
  - 12月10日 - 防球ネット完成、艇庫完成（100.8m2）。
- 1989年（平成元年）3月25日 - 河川特殊改良工事竣工（グランド拡張）。
- 1990年（平成02年）3月12日 - 寄宿舎物干場完成。
- 1991年（平成03年）3月30日 - 便所完成（体育館前）、CAI教室新設。
- 1992年（平成04年）9月10日 - パソコンネットワークシステム完成。
- 1995年（平成07年）10月19日 - 校訓碑・カヌー出場記念碑建立。
- 1998年（平成10年）3月31日 - CAI教室改装、下水処理施設完成。
- 1999年（平成11年）5月1日 - 連携型中高一貫教育実践研究事業の指定を受ける（２か年）。
- 2000年（平成12年）
  - 3月30日 - 身障者対策工事（玄関スロープ・トイレ等）。
  - 9月29日 - 南校舎トイレ改修。
- 2001年（平成13年）4月1日 - 中高一貫教育開発指定校事業の研究指定を受ける（２か年）。
- 2002年（平成14年）
  - 1月25日 - 総合実習棟完成。
  - 11月1日 - 創立[注釈 1]50周年記念式典挙行。
- 2003年（平成15年）4月1日 - 学力向上フロンティアハイスクール事業の研究指定を受ける（3か年）。
- 2004年（平成16年）
  - 2月16日 - 若鮎寮完成。
  - 4月1日 - 中高一貫教育改善充実研究事業により4中学との連携を継続する。
- 2005年（平成17年）
  - 8月1日 - オーストラリア・セントメアリーズ校訪問（姉妹校締結）。
  - 11月11日 - 第32回徳島県高等学校人権教育研究大会開催。
- 2006年（平成18年）6月1日 - 学校間連携推進事業開始。学校活性化那賀町地域協議会設置。
- 2007年（平成19年）
  - 4月1日 - 新時代に対応した高等学校教育改革推進事業により4中学校との連携を継続する。
  - 11月12日 - 「那賀高校の活性化にかかる計画」決定。
- 2008年（平成20年）4月1日 - コースの再編。
- 2010年（平成22年）10月29日 - 校舎耐震改修工事完成。
- 2012年（平成24年）
  - 9月19日 - 国体馬術競技優勝記念碑建立。
  - 9月29日 - 創立[注釈 1]60周年記念行事。
- 2013年（平成25年）12月19日 - 南棟屋上防水改修工事完成。国旗掲揚台新設。
- 2016年（平成28年）4月1日 - 森林クリエイト科新設。
- 2017年（平成29年）10月22日 - 開校当初からあるシンボルツリー（松）が台風21号によって倒壊し、撤去される。[要出典]
- 2020年（令和02年）
  - 4月8日 - コミュニティ・スクール導入（那賀高等学校運営協議会設置）。
  - 7月14日 - 第1回学校運営協議会を開催[2]。
- 2022年（令和04年）10月21日 - 創立[注釈 1]70周年記念式典を挙行[3]。

## 校章と校訓について

### 校章
- 初代校長であった井沢孝三が、若い力を結集し新しい歴史を創造しみんなで躍進していこうという決意をし、その表れとして、「７つの力」を結んだ校章が生まれた。
- 当時、校章の図案を広く一般から募集したが、ほとんど木頭林業地帯にちなんだ木の葉をあしらったものが多かった。しかし、その中にただ一つだけ「水」を表現したものがあり、それが現在の校章となった。
- 作者は、当時那賀川地域の教育をリードしていた相生町出身の滝本顕正である。作品の制作意図は以下のとおりである[4]。

ここでの「七つの力」とは、誠・愛・努・健・行の五つと、自然の力を大きくあらわす水と緑を含めた力の環である。　
- 1956年（昭和31年）に制定された校歌の二番歌詞にも「質実の風（） 光をはなち 自主の精神 脈うつところ 七つの力 環なす 校章かざせば心は結ぶ いざたたえ われらが母校を 見よ那賀高校 学燈著（）し」と、その校章の精神がうたい込まれている。
- 那賀高校は1972年（昭和47年）に創立20周年を迎え、翌年4月には農林科・家政科から普通科に転科した。その後も、若鮎のような若人達が、勉学にスポーツに、日々の努力を重ね、その素晴らしい校風と伝統を一層向上発展させている、と学校ホームページで謳われている[4]。

### 校訓
「誠実・研学・協調」
誠実
他人や仕事に対して、まじめで真心がこもっていること。
研学
学問をますます深めること
協調
性格や意見の異なった者同士が互いにゆずり合って調和をはかること。力を合わせて事をなすこと。

## 特色・校風
- 徳島県立那賀高等学校は、那賀川中流の那賀町和食（）[注釈 2]に位置し、地域に根ざした高校である。
- 1学年あたり70人に満たない[注釈 3]、小規模な学校であるため、生徒と教員の結びつき、生徒同士の連帯意識が強く、「協調・研学・誠実」の校訓のもと、生徒一人一人を生かす教育に尽力している。
- 2016年（平成28年）4月には、林業に関する学科「森林クリエイト科」（農業科）が新設された。
- 県内では唯一の、普通科と農業科が併設された高校である。

- 特色ある教育活動として、以下の8つの取り組みを行っている。

1. スーパーオンリーワンハイスクール事業[6]
2. 那賀高校教育復興協議会[7]
3. 6次産業化の取組について[8]
4. 国際交流[9]
5. ボランティア活動について[10]
6. 新聞に掲載された取組[11]
7. コミュニティ・スクール[12]
8. 那賀地域連携型中高一貫教育[13]

## 分校
- 徳島県立農林水産総合技術支援センター農業大学校 - 徳島県立農林水産総合技術支援センター（徳島県名西郡石井町石井字石井1660）内に所在する分校[要出典]。

### かつての分校
- 平谷分校 - 旧上那賀町（現・徳島県那賀郡那賀町平谷字北側21-1）に所在した分校。
- 木頭分校 - 旧木頭村(現・徳島県那賀郡那賀町木頭出原字クララ12-1）に所在した分校。

## 寮
- 若鮎寮
- 那賀町竜峰寮
- 那賀町那賀菊寮

## 著名な出身者
- 三馬正敏 - カヌー選手。北京オリンピック代表。
- 谷口和也 - カヌー選手。
- 中郷大樹 - 元プロ野球選手。

## 交通アクセス
- 四国旅客鉄道（JR四国）徳島駅から車で1時間。
  - 徒歩で8時間。
  - 自転車で3時間。